# Фиту
Фиту́ (фр. Fitou) — коммуна во Франции, находится в регионе Лангедок — Руссильон. Департамент коммуны — Од. Входит в состав кантона Сижан. Округ коммуны — Нарбонна.
Код INSEE коммуны — 11144.

## Население
Население коммуны на 2008 год составляло 868 человек.
| 1962 | 1968 | 1975 | 1982 | 1990 | 1999 | 2008 |
| ---- | ---- | ---- | ---- | ---- | ---- | ---- |
| 544  | 555  | 537  | 542  | 579  | 676  | 868  |

## Экономика
В 2007 году среди 561 человек в трудоспособном возрасте (15—64 лет) 372 были экономически активными, 189 — неактивными (показатель активности — 66,3 %, в 1999 году было 62,9 %). Из 372 активных работали 287 человек (167 мужчин и 120 женщин), безработных было 85 (44 мужчины и 41 женщина). Среди 189 неактивных 32 человека были учениками или студентами, 75 — пенсионерами, 82 были неактивными по другим причинам.

## Достопримечательности
- Лагуна Лёкат
- Замок Фиту
- Часовня Сент-Обен-де-Фиту

## Фотогалерея

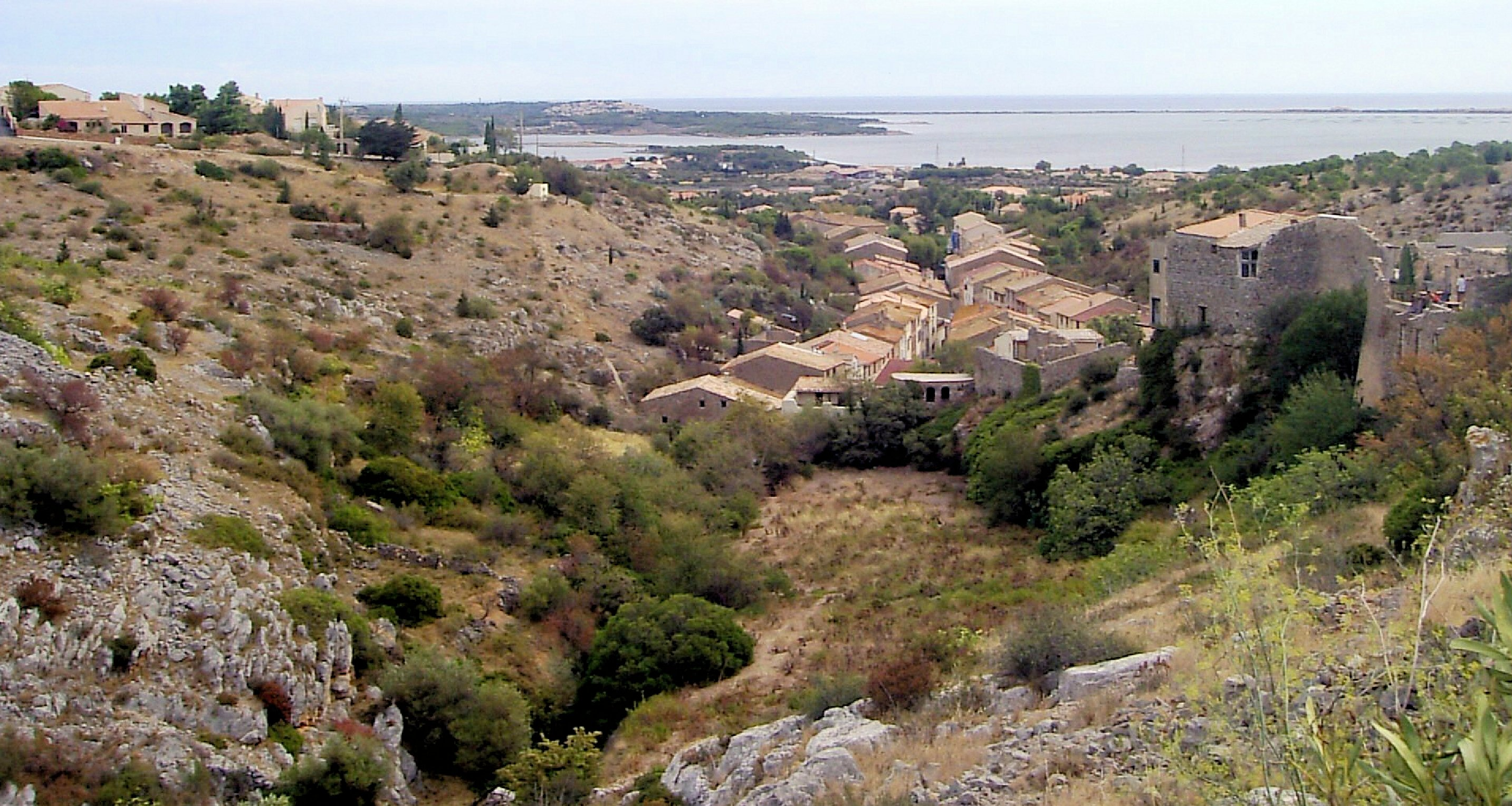
Фиту
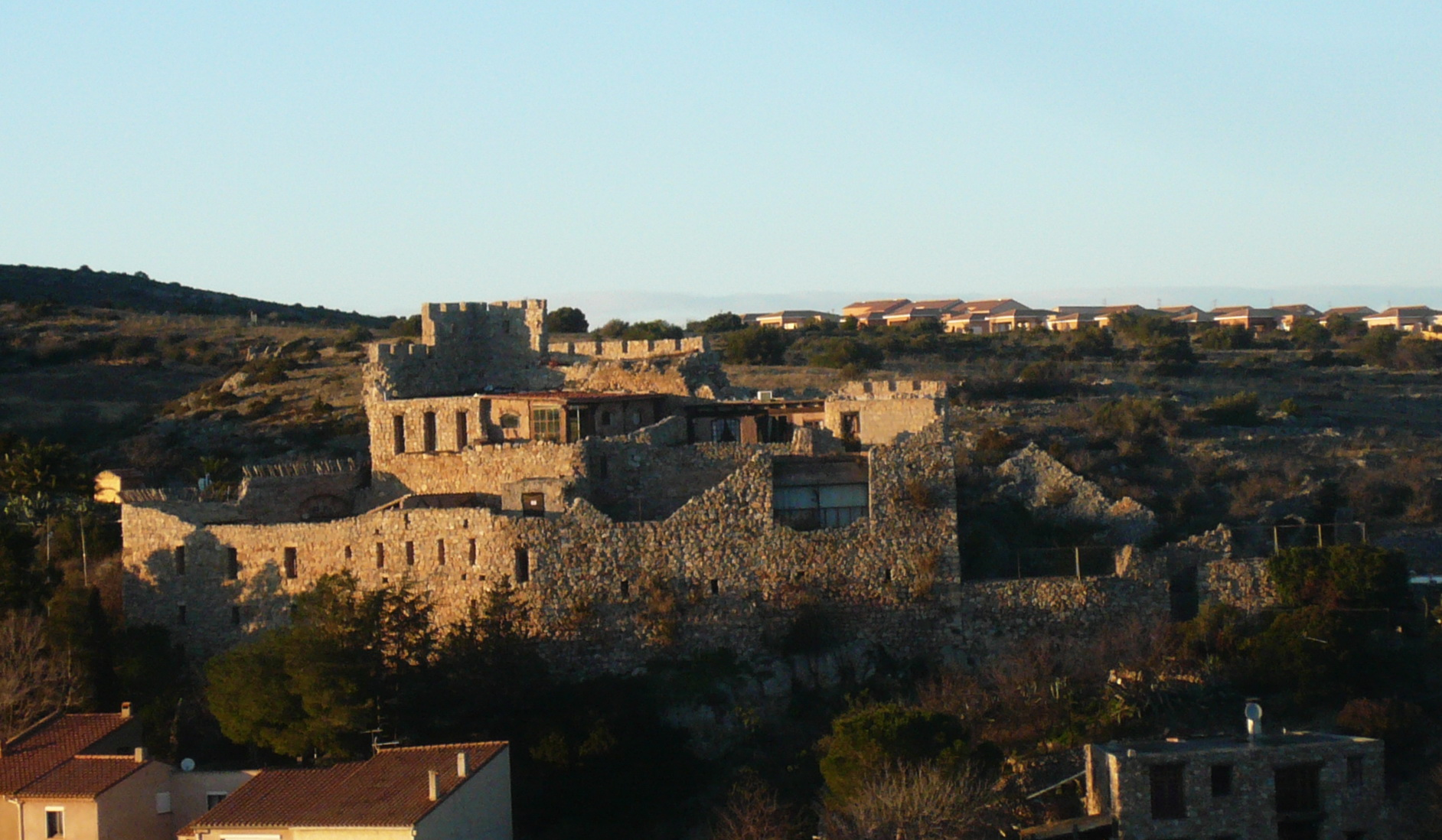
Замок
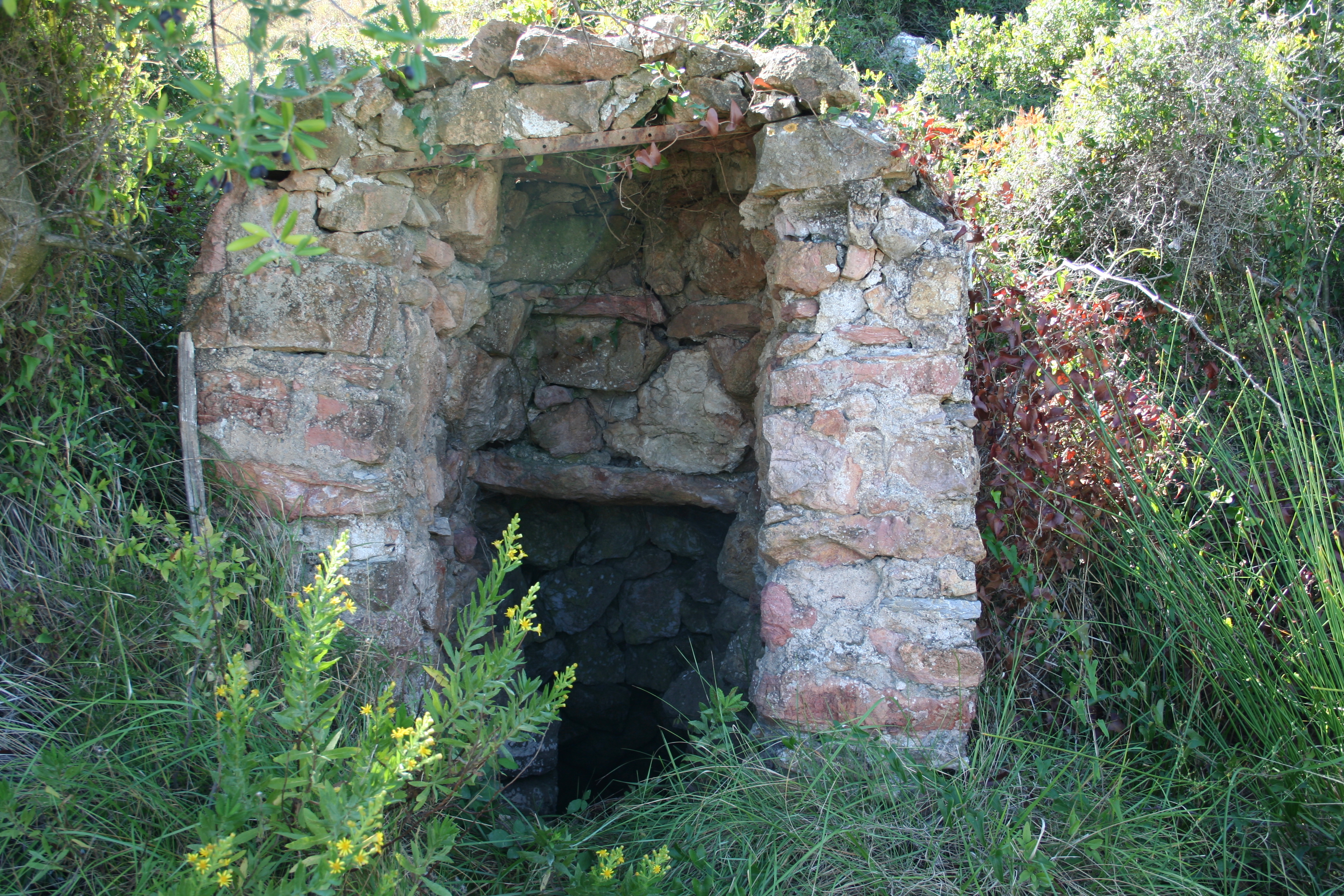
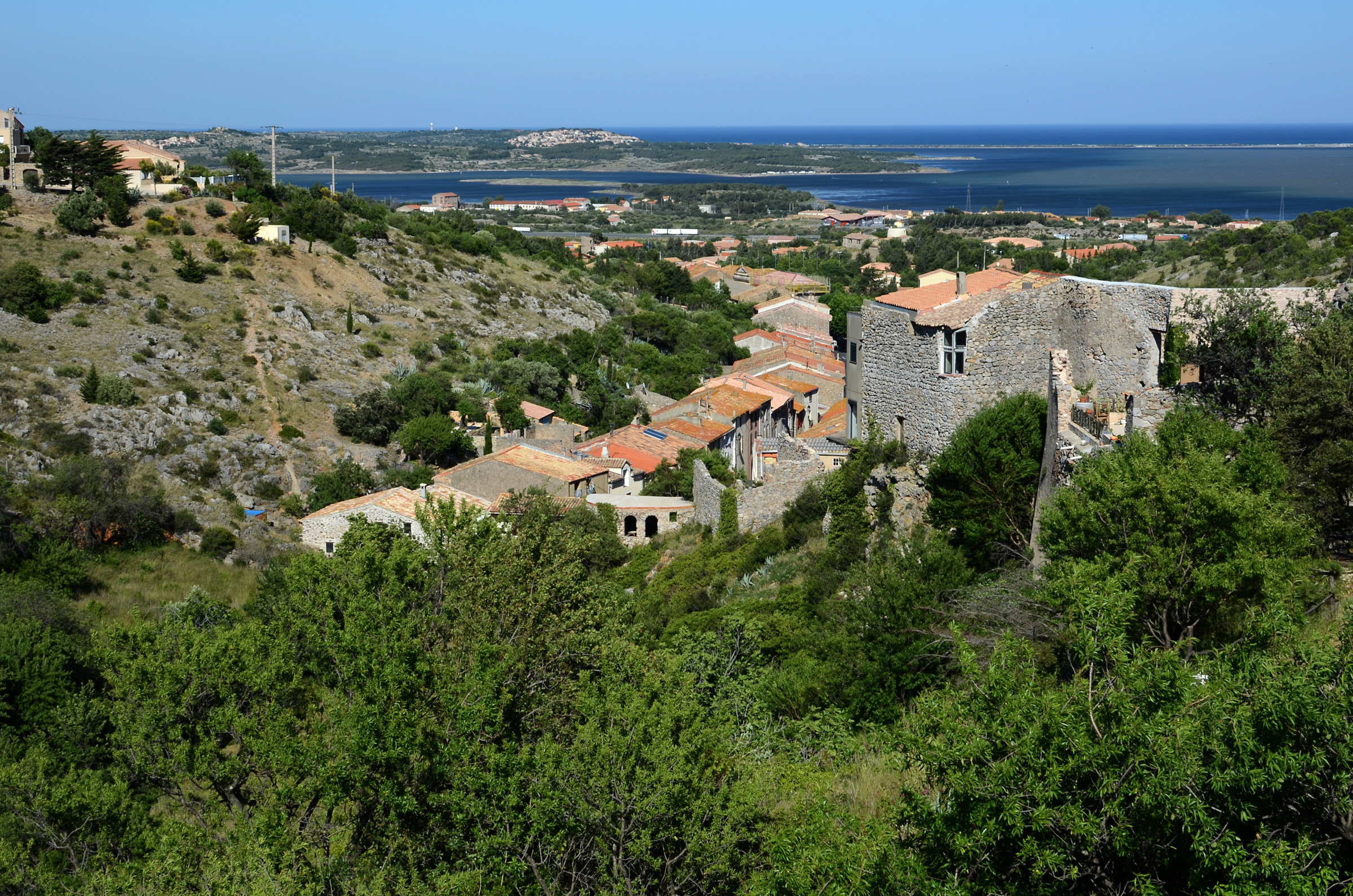
Фиту
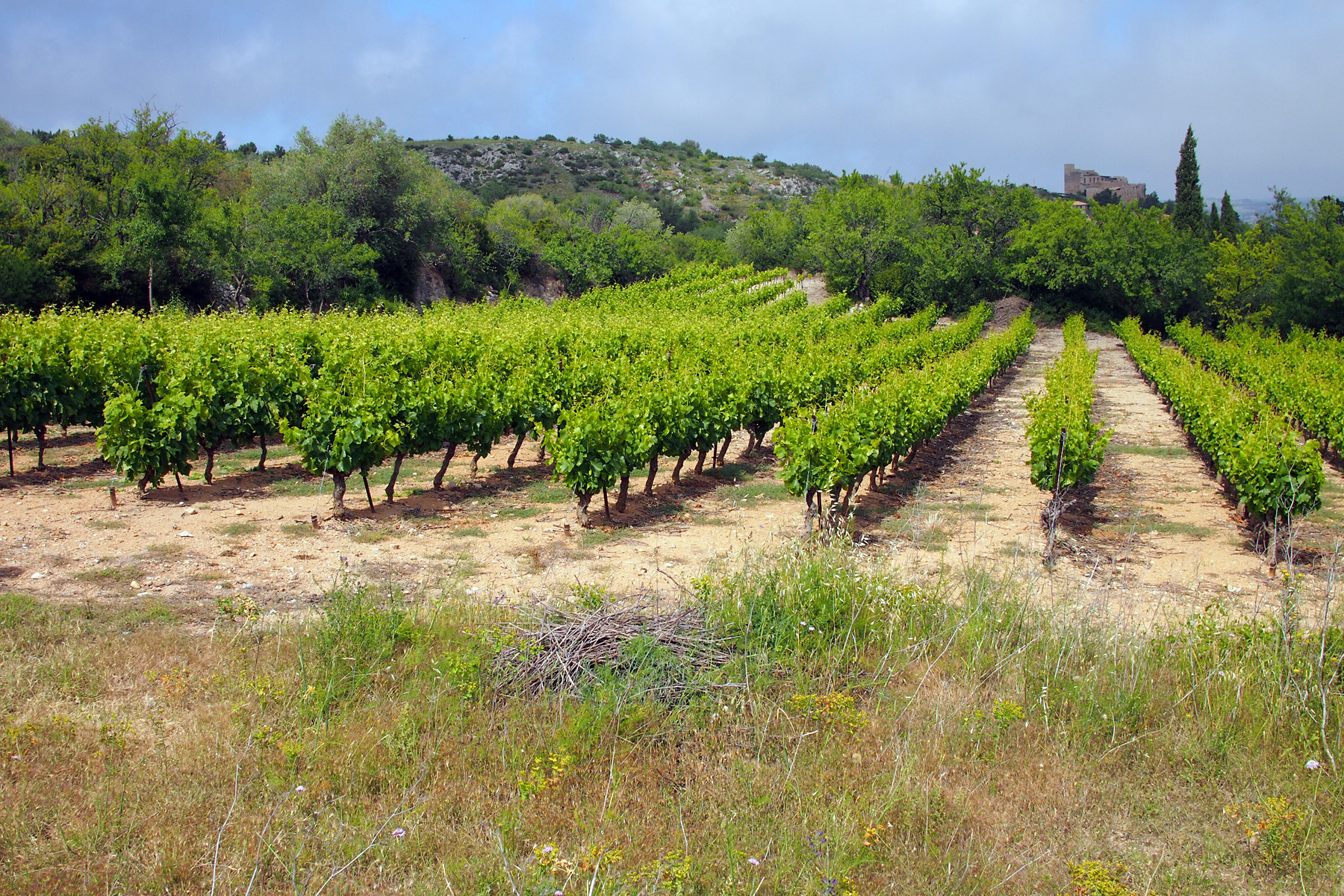